# Hedley Paul Willmott
Hedley Paul Willmott (* 1945) ist ein britischer Militärhistoriker, der sich mit seinen Publikationen, im Besonderen über den Ersten und Zweiten Weltkrieg, internationale Anerkennung erworben hat.

## Leben und Wirken
Willmott promovierte an der Universität London und war Hauptlektor der Abteilung für Kriegsanalysen an der Königlichen Militärakademie in Sandhurst. Als Mitglied der Royal Historical Society lehrte er an britischen und amerikanischen Universitäten und Militärakademien, so an der Temple University, der University of Memphis.
1992 bis 1994 hatte er den Lehrstuhl für Seekriegsgeschichte am National War College in Washington, D.C. in den USA inne.
Sein Hauptinteresse gilt dem Seekrieg und der Auswirkung von Kriegen auf die nachfolgende Gesellschaft, was sich auch in seinen Publikationen niederschlägt. Seine Bücher über die beiden Weltkriege gehören mittlerweile zu den Standardwerken über dieses Thema.
Willmott lebt mit seiner Frau im britischen Surrey. Er hat zwei Kinder.

## Schriften
Deutsch
- Der Zweite Weltkrieg, Gerstenberg Verlag, 2005, ISBN 3806725616
- In Zusammenarbeit mit Robin Cross und Charles Messenger: Der Erste Weltkrieg, Gerstenberg Verlag, 2004, ISBN 3806725497
- Der Zweite Weltkrieg im Pazifik, Brandenburgisches Verlagshaus, 2001, ISBN 3894881380

Englisch
- The Battle Of Leyte Gulf: The Last Fleet Action, Indiana University Press, 2005, ISBN 0253345286
- A Gathering Darkness: The Coming of War to the Far East and the Pacific, 1921-1942 (Total War), SR Books, 2004, ISBN 0842051538
- The Second World War In The Far East, Smithsonian Books, 2004, ISBN 1588341925
- Battleship, Cassell, 2003, ISBN 030435810X
- When Men Lost Faith in Reason: Reflections on War and Society in the Twentieth Century (Studies in Military History and International Affairs), Praeger Publishers, 2002, ISBN 0275976653
- Grave of a Dozen Schemes: British Naval Planning and the War Against Japan, 1943–1945, Naval Institute Press, 1996, ISBN 1557509166